# EF50

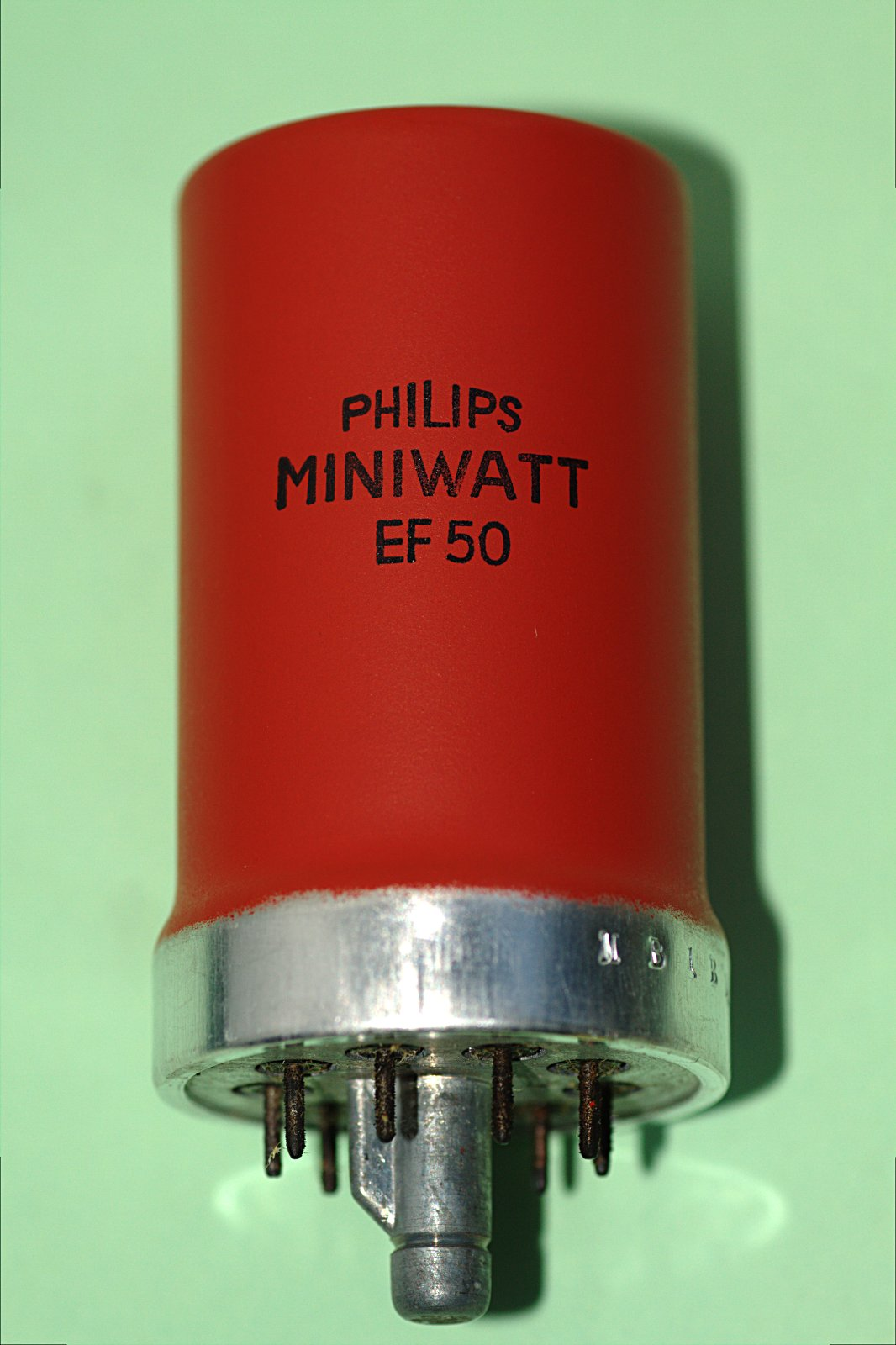
Pentoda EF50

EF50 – Lampa elektronowa, szerokopasmowa pentoda regulacyjna (selektoda) wielkiej częstotliwości z loktalowym cokołem 9 nóżkowym. Została opracowana bezpośrednio przed II wojną światową, była szeroko stosowana w sprzęcie radarowym, łączności, telewizyjnym itp. Wywarła znaczący wpływ na rozwój techniki lampowej.

## Historia i zastosowania
W latach 30 podejmowano próby zwiększenia częstotliwości pracy lamp poprzez skrócenie wyprowadzeń elektrod. Powstało kilka konstrukcji, na przykład lampy żołędziowe firmy RCA, były one jednak drogie i trudne w masowej produkcji. W 1938 Philips opracował konstrukcję cokołu z prasowanego szkła, która miała znacznie mniejsze indukcyjności i pojemności wyprowadzeń od stosowanych wcześniej lamp spłaszczowych, których konstrukcję opierano w dużej mierze na technologii stosowanej w żarówkach. Nowe rozwiązanie, w postaci talerzyka z zaprasowanymi w szkle wyprowadzeniami elektrod nadawało się do masowej produkcji i stało się wkrótce standardem w konstrukcji lamp elektronowych. Lampa EF50 była jedną z niewielu lamp produkowanych z dziewięcionóżkowym cokołem loktalowym. Podobną konstrukcję posiadała selektoda EF51.
Pierwotnie lampa EF50 była przeznaczona do techniki telewizyjnej, ale w trakcie wojny masowo stosowano ją w sprzęcie wojskowym - radarach i urządzeniach łączności. Została wyparta przez lampy zminiaturyzowane, w znaczniej mierze przez EF42 (z cokołem rimlock) i EF80 (z cokołem nowal).

## Parametry
- Żarzenie: Uż=6,3 V, Iż=300 mA.
- Nachylenie charakterystyki: Sa=6,5-0,45 mA/V.
- Maksymalne napięcie anodowe: Uamax=300V.
- Maksymalna moc strat w anodzie: Pamax=3 W.

## Odpowiedniki
VT-250, Z90, VR91, 10E/92, ARP35, ZA3058, CV1091, CV1578, 63-SPT

## Ciekawostki
1. Zastosowany po raz pierwszy w technice radarowej wzmacniacz pośredniej częstotliwości na lampach EF50 pochodził z telewizorów firmy PYE[1].
2. 10 maja 1940, po ataku Niemców na Holandię, wszystkie półprodukty do lamp EF50 oraz maszyny do ich wytwarzania zostały przewiezione do Wielkiej Brytanii. Wykorzystano je do podjęcia masowej produkcji w zakładach Mullarda, brytyjskiej filii Philipsa.
3. Wariant lampy EF50 z katodą wyprowadzoną na cztery nóżki (oznaczany EF54) był w stanie pracować do 200 MHz i zastępował lampy żołędziowe.
4. Rzadko spotykane lampy EFF50 i EFF51 posiadały dwie identyczne sekcje pentod z wspólną katodą, pracowały w układach przeciwsobnych na częstotliwościach dochodzących do 500 MHz.